# Yuexi (Liangshan)
Yuexi (en chino, 越西; pinyin, Yuèxī, en nuosu, ꃺꄧ; romanizado, vyt tuo) es un condado bajo la administración directa de la Prefectura Liangshan. Se ubica en la provincia de Sichuan, centro-sur de la República Popular China. Su área es de 2257 km² y su población total para 2010 superó los 270 mil habitantes.

## Administración
Desde julio de 2020, el Condado Yuexi se divide en 20 pueblos que se administran en 17 poblados, 2 villas y 1 villa étnica.

## Toponimia
El topónimo Yuexi se escribía originalmente 越嶲 y se pronunciaba algo así como [/yue-suǐ/], la gráfica actual se adaptó en 1959 donde se remplazó (嶲) por Xi (西 'occidente'), esto no guarda relación con el nombre, solo es cercanía fonética, o la forma más corta/común con la escritura actual.
Yue (越) es un termino para referirse a varios territorios, de hecho, el nombre Vietnam significa 'sur de Yue' que en vietnamita es 'Việt '.  Entre los siglos VII y IV aC Yue/Việt se refería al Estado Yue y a su gente.  A partir del siglo III aC, el término se utilizó para las poblaciones no chinas del sur y suroeste de China y el norte de Vietnam, con grupos étnicos particulares llamados minyue, ouyue (vietnamita: Âu Việt), luoyue (vietnamita: Lạc Việt), etc., llamados colectivamente  baiyue.
Durante las dinastías Qin y Han, el pueblo Shu (蜀人) tenía por tótem un pájaro al que llamaban Xi (巂鸟) identificado con los cuculidae, por lo que ese pueblo pronto se conoció como los Xi. Además, existe una leyenda local sobre el Emperador Wang (望帝) quien se dice fundó el Reino Shu y se transformó en un pájaro Xi. Por lo que el nombre significaría 'la Yue de los Shu (Xi). 
Origen nuosu
Una teoría sugiere que su nombre es una transliteración china de un antiguo nombre nuosu 'xix nzi lo yyp mop ' que se refiere al río Xi (巂水), por lo que Yuexi significa 'cruzar el río Xi y construir una ciudad en el lado oeste'.
El nombre nuosu actual ' vyt tuo ' es una abreviatura para 'la terraza al pie de la montaña nevada' el nombre completo nuosu es ' vyt tuo lur kur' donde lur kur significa 'ciudad de piedra'.